# Gerd Kanter
Pour les articles homonymes, voir Kanter (homonymie).
Gerd Kanter, né le 6 mai 1979 à Tallinn, alors en URSS, est un athlète estonien, spécialiste du lancer du disque.

## Carrière
Gerd Kanter se révèle durant la saison 2005 en remportant la finale de la Coupe d'Europe hivernale des lancers de Mersin avec la performance de 66,05 m. Vainqueur cette même année des Universiades d'İzmir, il franchit par ailleurs pour la première fois la limite des 70 mètres (70,10 m à Chula Vista). Participant à ses deuxièmes Championnats du monde, il parvient à monter sur la deuxième marche du podium grâce à un lancer à 68,57 m, se classant derrière le Lituanien Virgilijus Alekna. Il conclut l'année 2005 en se classant deuxième des finales mondiales de l'IAAF. L'année suivante, l'Estonien décroche la médaille d'argent des Championnats d'Europe à Göteborg avec 68,03 m, devancé une nouvelle fois par Alekna. Quelques jours après la compétition, il établit la meilleure performance de sa carrière, la quatrième de tous les temps, en lançant son disque à 73,38 m à l'occasion du meeting d'Helsingborg.
Le 28 août 2007, Gerd Kanter remporte les Championnats du monde à Osaka en 68,94 m, devançant de plus de trois mètres les meilleures marques de l'Allemand Robert Harting et du Néerlandais Rutger Smith. Auteur d'un nouveau succès lors de la Coupe d'Europe hivernale des lancers, en début de saison, il conclut l'année en remportant la Finale mondiale de l'athlétisme de Stuttgart. Il est, pour la seconde année consécutive, désigné meilleur performeur mondial (72,02 m à Salinas). Il confirme son rang dès l'année suivante en enlevant son premier titre olympique lors des Jeux de Pékin, devançant notamment le Polonais Piotr Małachowski, avec un lancer à 68,82 m.
En 2009, Kanter remporte la médaille de bronze des Championnats du monde de Berlin avec un lancer à 66,88 m, devancé par Robert Harting et Piotr Małachowski. En 2010, c'est une année sans médaille majeure, car il échoue au pied du podium lors des Championnats d'Europe 2010, en étant devancé de 23 cm par Róbert Fazekas, 66,43 m (SB).
En 2011, il se classe cette fois 2e des Championnats du monde de Daegu  avec un jet à 66,95 m, le titre revenant à Robert Harting.
Kanter monte encore sur le podium, en se classant 3e des Jeux olympiques de Londres avec un jet à 68,03 m, derrière l'Allemand Robert Harting et l'Iranien Ehsan Hadadi. Il remporte peu après le classement général du Lancer du disque masculin à la Ligue de diamant 2012, notamment grâce à trois victoires lors des étapes de Londres, de Lausanne et de Bruxelles.
En 2013, Kanter remporte sa cinquième médaille mondiale en terminant 3e des Championnats du monde de Moscou avec un jet à 65,19 m. Il est devancé par l'Allemand Robert Harting et le Polonais Piotr Małachowski. Fin août, il remporte pour la seconde fois le classement général de la Ligue de diamant, grâce à sa victoire lors de la dernière épreuve à Zürich. Avec un lancer à 67,02 m, il s'impose devant Robert Harting, le battant pour la première fois depuis l'été 2010.
En août 2014, lors des Championnats d'Europe de Zürich, Kanter devient vice-champion d'Europe, sa 3e médaille d'argent consécutive. Deux ans plus tard, il remporte encore le bronze aux Championnats d'Europe d'Amsterdam avec 65,27 m, son meilleur jet de la saison.
Il annonce fin 2016 vouloir continuer sa carrière jusque 2018.
Le 5 août 2017, il termine à la 12e et dernière place des championnats du monde de Londres avec 60,00 m.
Le 8 août 2018, il termine à la 5e place des championnats d'Europe de Berlin avec 64,34 m.

## Palmarès
| Date | Compétition                       | Lieu             | Résultat | Marque  |
| ---- | --------------------------------- | ---------------- | -------- | ------- |
| 2001 | Universiade                       | Pékin            | 14e      | 57,44 m |
| 2002 | Championnats d'Europe             | Munich           | 12e      | 55,14 m |
| 2003 | Championnats du monde             | Paris            | 25e      | 56,63 m |
| 2004 | Jeux olympiques                   | Athènes          | 19e      | 60,05 m |
| 2004 | Finale mondiale                   | Monaco           | 5e       | 63,28 m |
| 2005 | Championnats du monde             | Helsinki         | 2e       | 68,57 m |
| 2005 | Universiade                       | İzmir            | 1er      | 65,29 m |
| 2005 | Finale mondiale                   | Monaco           | 2e       | 66,01 m |
| 2006 | Championnats d'Europe             | Göteborg         | 2e       | 68,03 m |
| 2006 | Finale mondiale                   | Stuttgart        | 2e       | 68,47 m |
| 2007 | Championnats du monde             | Osaka            | 1er      | 68,94 m |
| 2007 | Finale mondiale                   | Stuttgart        | 1er      | 66,54 m |
| 2008 | Jeux olympiques                   | Pékin            | 1er      | 68,82 m |
| 2008 | Finale mondiale                   | Stuttgart        | 1er      | 68,38 m |
| 2009 | Championnats du monde             | Berlin           | 3e       | 66,88 m |
| 2009 | Finale mondiale                   | Salonique        | 5e       | 65,34 m |
| 2010 | Championnats d'Europe             | Barcelone        | 4e       | 66,20 m |
| 2010 | Ligue de diamant                  | Ligue de diamant | 3e       | détails |
| 2011 | Championnats du monde             | Daegu            | 2e       | 66,95 m |
| 2011 | Ligue de diamant                  | Ligue de diamant | 3e       | détails |
| 2012 | Championnats d'Europe             | Helsinki         | 2e       | 66,53 m |
| 2012 | Jeux olympiques                   | Londres          | 3e       | 68,03 m |
| 2012 | Ligue de diamant                  | Ligue de diamant | 1er      | détails |
| 2013 | Championnats d'Europe par équipes | Dublin           | 2e       | 61,56 m |
| 2013 | Championnats du monde             | Moscou           | 3e       | 65,19 m |
| 2013 | Ligue de diamant                  | Ligue de diamant | 1er      | détails |
| 2014 | Championnats d'Europe             | Zurich           | 2e       | 64,75 m |
| 2014 | Coupe continentale                | Marrakech        | 1er      | 64,46 m |
| 2014 | Ligue de diamant                  | Ligue de diamant | 3e       | détails |
| 2015 | Championnats du monde             | Pékin            | 4e       | 64,82 m |
| 2016 | Championnats d'Europe             | Amsterdam        | 3e       | 65,27 m |
| 2016 | Jeux olympiques                   | Rio de Janeiro   | 5e       | 65,10 m |
| 2017 | Championnats du monde             | Londres          | 12e      | 60,00 m |
| 2018 | Championnats d'Europe             | Berlin           | 5e       | 64,34 m |

## Records
| Épreuve          | Performance | Lieu        | Date             |
| ---------------- | ----------- | ----------- | ---------------- |
| Lancer du disque | 73,38 m     | Helsingborg | 4 septembre 2006 |

## Récompenses et distinctions
- Ordre de l'Étoile blanche d'Estonie de 4e classe, 2006
- Ordre de l'Étoile blanche d'Estonie de 1re classe, 2009